# Humans
Humans (estilizado HUM∀NS) es una serie de televisión británico-estadounidense de ciencia ficción. Escrita por los guionistas británicos Sam Vincent y Jonathan Brackley, es una adaptación de la galardonada serie sueca Real Humans, que explora el impacto social y emocional que causa la difuminación de la delgada línea fronteriza entre humanos y robots con su apariencia (androides) al alcanzarse la singularidad tecnológica en el seno de la cuarta revolución industrial.
Es una producción conjunta de AMC, Channel 4 y Kudos. Se produjeron ocho episodios para la primera temporada, estrenada en junio de 2015, y fue renovada para una segunda temporada que se estrenó en 2016, integrándose al elenco la actriz de Matrix Carrie-Anne Moss. El 28 de marzo de 2017 la serie fue renovada para una tercera temporada de ocho episodios que fue estrenada en 2018.
El 20 de mayo de 2019, Sam Vincent anunció en su cuenta de Twitter que Humans no tendría una cuarta temporada, debido a que el programa sería cancelado por AMC y Channel 4. Sin embargo, aseguró estar dispuestos a escuchar ofertas de inversionistas para, en un futuro, poder continuar con la serie.

## Argumento
Ambientada en los suburbios de Londres, la historia acaece en un futuro cercano en que los dispositivos más modernos que las familias pueden poseer son unos robots humanoides o androides denominados synths ("sintéticos"), sirvientes dotados de inteligencia artificial y de apariencia similar a sus pares vivientes, pero sin conciencia de sí mismos ni sentimientos. Esto provoca trastornos sociales al reemplazar de forma más efectiva y económica a los seres humanos en todos los sentidos, pero también porque empiezan a aparecer unos pocos que poseen conciencia y sentimientos, algo que se creía imposible, lo que plantea numerosos dilemas éticos.

## Episodios
| Temporadas | Temporadas | Episodios | Emisión original      | Emisión original        |
| Temporadas | Temporadas | Episodios | Primera emisión       | Última emisión          |
| ---------- | ---------- | --------- | --------------------- | ----------------------- |
|            | 1          | 8         | 14 de junio de 2015   | 2 de agosto de 2015     |
|            | 2          | 8         | 30 de octubre de 2016 | 18 de diciembre de 2016 |
|            | 3          | 8         | 17 de mayo de 2018    | 5 de julio de 2018      |

## Elenco

### Principal
- Colin Morgan,[3] como Leo, un misterioso fugitivo que busca a sus antiguos compañeros.
- Gemma Chan,[3] como Anita / Mia, la synth protectora y maternal adquirida por Joe para que le ayude en las tareas domésticas.
- Katherine Parkinson,[3] como Laura Hawkins, la mujer de Joe.
- Tom Goodman-Hill,[3] como Joe Hawkins, el marido de Laura.
- William Hurt,[3] como el doctor George Millican, un científico de pasado brillante, ingeniero mecánico del proyecto synth original, que desarrolla un vínculo paternal con Odi, un synth obsoleto.[7]
- Will Tudor,[3] como Odi, el synth obsoleto de George Millican.
- Rebecca Front,[3] como Vera, una dominante enfermera synth para cuidar adultos mayores que debe ocupar el lugar de Odi.
- Neil Maskell,[1] como Peter Drummond, un oficial de la policía de tecnologías especiales.
- Danny Webb,[3] como Hobb, un hombre misterioso que está determinado a revelar un secreto antes de que este destruya la humanidad.[8]
- Ivanno Jeremiah,[1] como Max, el intrigante synth de Leo.
- Emily Berrington,[3] como Niska, una synth consciente que trabaja como prostituta, es capaz de sentir dolor y se rebela.
- Sope Dirisu,[1] como Fred, un synth consciente capturado por Hobb.
- Lucy Carless,[9] como Mattie Hawkins, la hija adolescente y superdotada de Laura y Joe.
- Theo Stevenson,[3] como Toby Hawkins, el hijo adolescente de Laura y Joe.
- Pixie Davis, como Sophie Hawkins, la hija menor de Laura y Joe.
- Ruth Bradley,[9] como Karen Voss, compañera policial de Peter Drummond.
- Jill Halfpenny,[9] como Jill Drummond, la esposa discapacitada de Peter Drummond.
- Jack Derges,[9] como Simon, el synth cuidador y terapeuta de Jill Drummond.
- Manpreet Bachu,[9] como Harun Khan, un amigo de Mattie Hawkins.
- Carrie-Anne Moss,[4] como la doctora Athena Morrow, experta en Inteligencia Artificial.

### Recurrente
- Philip Arditti,[9] como Salim Sadik.
- Ellen Thomas,[9] como Lindsey Kiwanuka.
- Akie Kotabe,[9] como el doctor Ji Dae-sun.
- Jonathan Aris,[9] como Robert.
- Bella Dayne,[9] como Astrid Schaeffer, novia de Niska.